# Малий Чаган
Малий Чага́н (каз. Кіші Шаған) — село у складі Байтерецького району Західноказахстанської області Казахстану. Входить до складу Кушумського сільського округу.
У радянські часи село називалось Малий Шаган.
Населення — 52 особи (2021; 80 у 2009, 138 у 1999, 133 у 1989).